# 阿奇利庫利湖
55°31′51″N 62°24′56″E / 55.530806°N 62.415570°E
阿奇利庫利湖（俄语：Ачликуль），是俄羅斯的湖泊，位於該國西南部車里雅賓斯克州，由紅軍區負責管轄，面積1.4平方公里，海拔高度174米，平均水深2米，最大水深3.5米。